# The Fall of Troy
The Fall of Troy is een experimentele rockgroep afkomstig uit het stadje Mukilteo in de staat Washington van de Verenigde Staten. De groep bestaat uit Thomas Erak (zang en gitaar), Frank Ene (bas en zang) en Andrew Forsman (drum).
Toen de groep werd opgericht in 2002 waren alle leden 16 jaar. Ze kenden elkaar van toen ze daarvoor bij een band genaamd "The 30 Years War" speelden. Hun grootste muzikale voorbeelden waren naar eigen zeggen At the Drive-In en Rush.
In november 2007 besloot Tim Ward uit de groep te stappen, omdat hij de druk van het toeren niet meer aankon. Hij werd vervangen door Frank Ene, de frontman van ... of Stalwart Fads.

## Discografie
- The Fall of Troy - 4 november 2003, Lujo Records
- Ghostship Demo's - 2004
- Doppelgänger - 16 augustus 2005, Equal Vision Records
- Manipulator - 1 mei 2007, Equal Vision Records
- Phantom on the Horizon - 28 november 2008, Equal Vision Records
- In the Unlikely Event - 6 oktober 2009, Equal Vision Records
- OK - 20 april 2016, zelfstandig uitgebracht